# Michael Sarrazin
Michael Sarrazin (Québec City, 22 maggio 1940 – Montréal, 17 aprile 2011) è stato un attore canadese, famoso soprattutto per la sua interpretazione di Non si uccidono così anche i cavalli? (1969), al fianco di Jane Fonda.

## Biografia
Trasferitosi a Montréal ancora bambino, ottenne il suo primo ruolo da professionista a 17 anni, dopo aver interpretato i primi ruoli in rappresentazioni scolastiche. Lavorò inizialmente in produzioni televisive a Toronto, per poi essere messo sotto contratto dalla Universal. Tra le pellicole da lui interpretate si ricordano Sparatorie ad Abilene (1967) e Carta che vince, carta che perde (1967), in cui ebbe un ruolo di primo piano al fianco di George C. Scott. Nel 1969 girò quattro film tra cui il dramma Non si uccidono così anche i cavalli? di Sydney Pollack, ambientato nel periodo della Grande depressione, che ottenne nove candidature al Premio Oscar.
Nel 1969 fu scelto per la parte del protagonista di Un uomo da marciapiede di John Schlesinger, ma dovette rinunciare in quanto non riuscì a liberarsi da un altro contratto firmato in precedenza. Il ruolo andò così a Jon Voight, lanciandone la carriera. Il suo ultimo ruolo cinematografico come protagonista fu in La corsa più pazza del mondo (1976). In seguito ottenne soprattutto ruoli di contorno, prendendo parte a numerose produzioni televisive. Ebbe una relazione sentimentale durata sette anni con l'attrice Jacqueline Bisset, incontrata sul set di L'onda lunga (1968). 
Morì a 70 anni, a causa di un mesotelioma. Secondo un portavoce della famiglia, le figlie Catherine e Michele si trovavano al suo fianco al momento della morte.

## Filmografia parziale

### Cinema
- Sparatorie ad Abilene (Gunfight in Abilene), regia di William Hale (1967)
- Carta che vince, carta che perde (The Flim-Flam Man), regia di Irvin Kershner (1967)
- Quando l'alba si tinge di rosso (A Man Called Gannon), regia di James Goldstone (1968)
- 7 volontari dal Texas (Journey to Shiloh), regia di William Hale (1968)
- L'onda lunga (The Sweet Ride), regia di Harvey Hart (1968)
- Il terrore negli occhi del gatto (Eye of the Cat), regia di David Lowell Rich (1969)
- Non si uccidono così anche i cavalli? (They Shoot Horses, Don't They?), regia di Sydney Pollack (1969)
- Alla ricerca di Gregory (In Search of Gregory), regia di Peter Wood (1970)
- Sfida senza paura (Sometimes a Great Notion), regia di Paul Newman (1971)
- La spia che vide il suo cadavere (The Groundstar Conspiracy), regia di Lamont Johnson (1972)
- L'uomo dai 7 capestri (The Life and Times of Judge Roy Bean), regia di John Huston (1972)
- Il professionista (Harry in Your Pocket), regia di Bruce Geller (1973)
- Ma chi te l'ha fatto fare? (For Pete's Sake), regia di Peter Yates (1974)
- Il misterioso caso Peter Proud (The Reincarnation of Peter Proud), regia di J. Lee Thompson (1975)
- Le avventure e gli amori di Scaramouche, regia di Enzo G. Castellari (1976)
- La corsa più pazza del mondo (The Gumball Rally), regia di Charles Bail (1976)
- Caravans, regia di James Fargo (1979)
- Chi vuole uccidere Miss Douglas? (The Seduction), regia di David Schmoeller (1982)
- La linea segreta - Alta tensione (The Phone Call), regia di Allan A. Goldstein (1989)
- Intrigo a San Pietroburgo (Midnight in Saint Petersburg), regia di Douglas Jackson (1996)
- Un treno verso l'ignoto (Crackerjack 2), regia di Robert Lee (1997)
- Paura.com (FeardotCom), regia di William Malone (2002)

### Televisione
- Il virginiano (The Virginian) – serie TV, episodio 4x15 (1965)
- Polvere di stelle (Bob Hope Presents the Chrysler Theatre) – serie TV, 2 episodi (1966-1967)
- La signora in giallo (Murder, She Wrote) – serie TV, episodi 2x02-7x20 (1985-1991)
- All'inseguimento della morte rossa (Bullet to Beijing), regia di George Mihalka – film TV (1995)
- Star Trek: Deep Space Nine – serie TV, episodio 4x24 (1996)

## Doppiatori italiani
- Cesare Barbetti in Sparatorie ad Abilene, Il terrore negli occhi del gatto, Le avventure e gli amori di Scaramouche
- Massimo Turci in Il professionista, Il misterioso caso Peter Proud, La corsa più pazza del mondo
- Pierangelo Civera in Non si uccidono così anche i cavalli?
- Gino La Monica in La spia che vide il suo cadavere